# Chen Yunxia
Chen Yunxia (chinês tradicional: 陳雲霞, chinês simplificado: 陈云霞; 5 de dezembro de 1995) é uma remadora chinesa, campeã olímpica.

## Carreira
Yunxia conquistou a medalha de ouro nos Jogos Olímpicos de Verão de 2020 em Tóquio com a equipe da China no skiff quádruplo feminino, ao lado de Zhang Ling, Lü Yang e Cui Xiaotong, com o tempo de 6:05.13.